# Großwolder Kirche

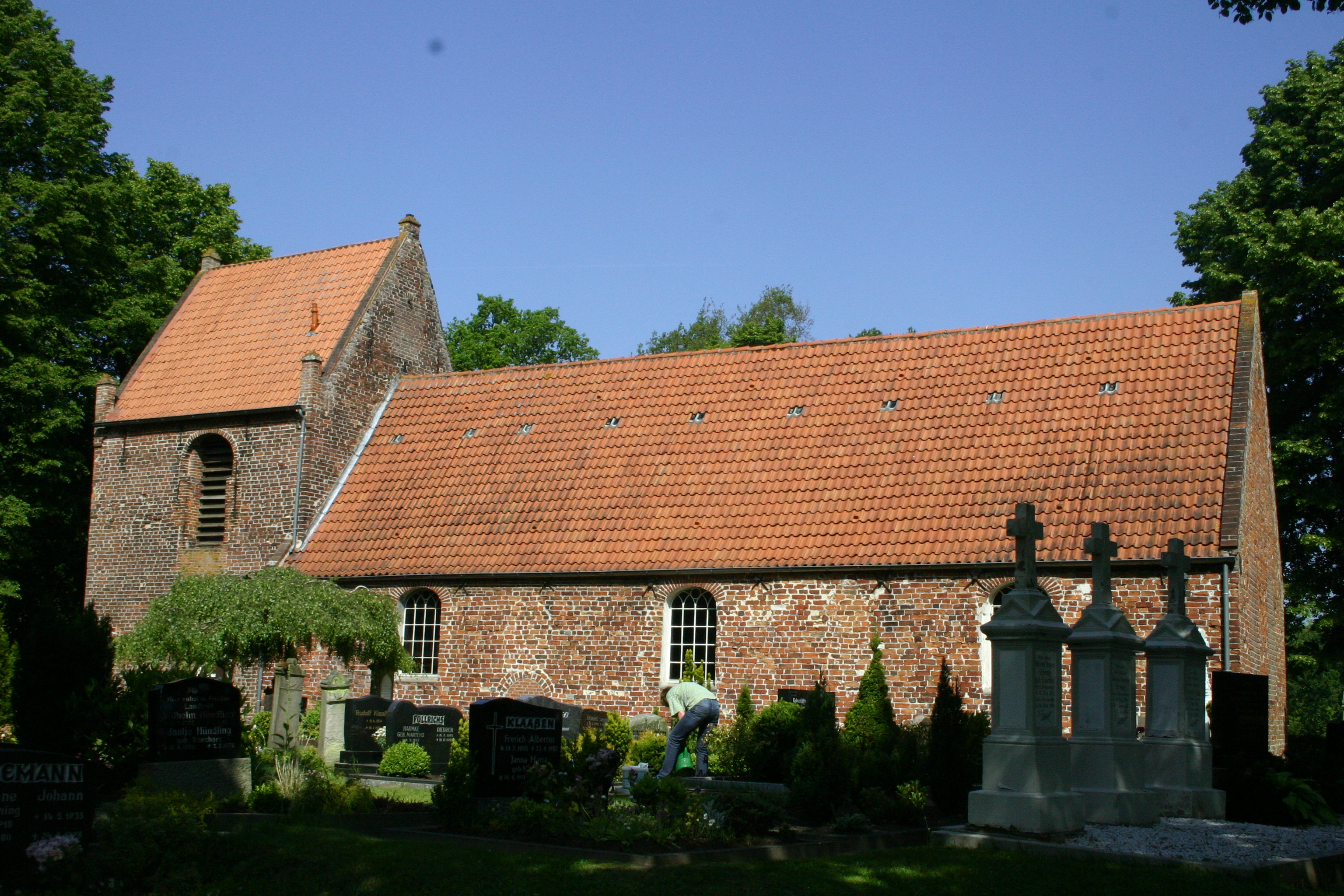
Reformierte Kirche in Großwolde

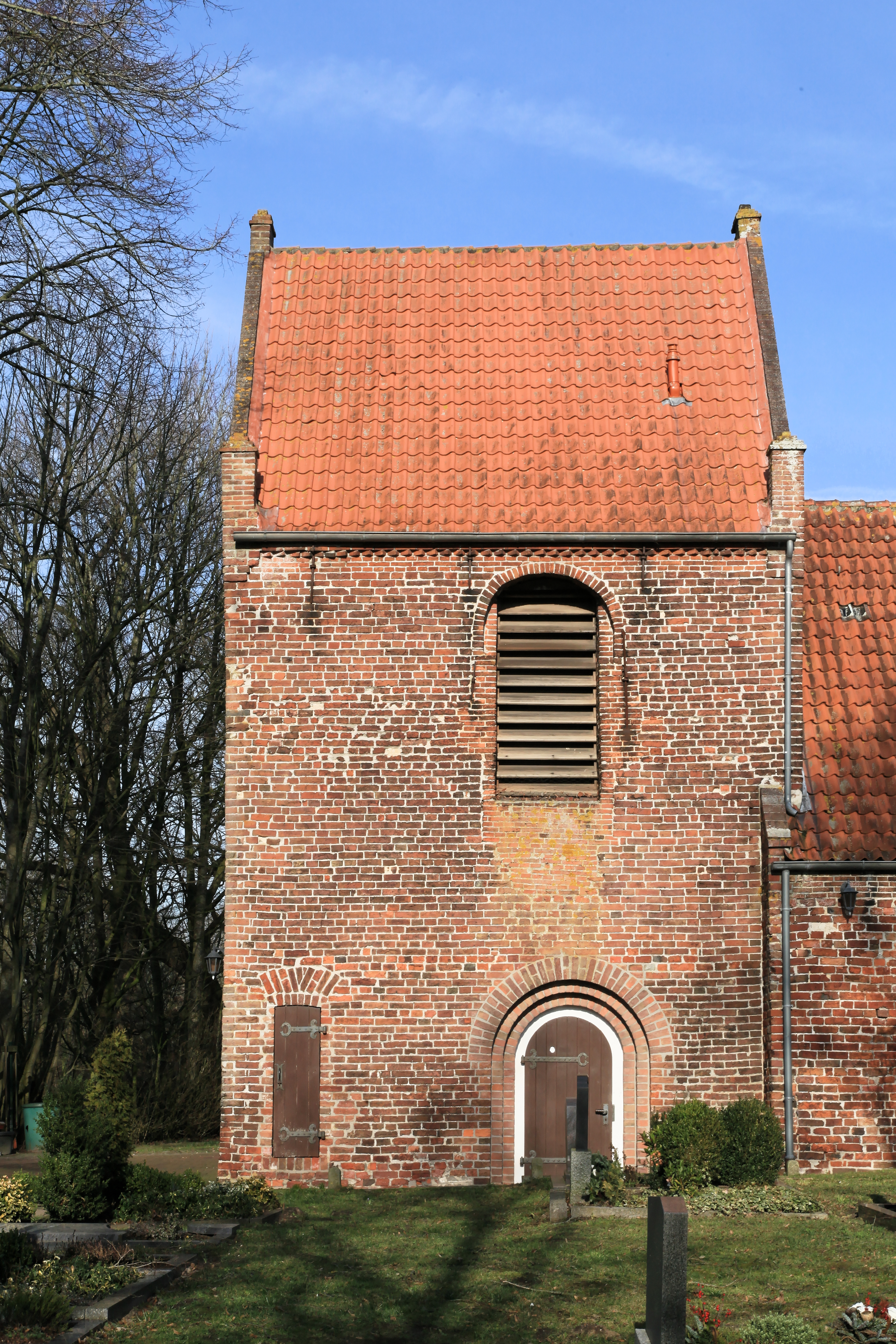
Glockenturm

Die evangelisch-reformierte Großwolder Kirche im ostfriesischen Westoverledingen wurde um 1350 als spätromanische Saalkirche gebaut.

## Geschichte und Architektur
Das Bauerndorf wurde im 12. Jahrhundert aufgrund des steigenden Grundwassers aus dem Hammrich auf die höher gelegene Geest verlegt. In diesem Zuge wurde zwischen 1250 und 1350 die Vorgängerkirche aus Backsteinen abgetragen und am heutigen Standort neu errichtet. An der Westseite ist ein gedrungener Glockenturm angebaut. Aus katholischer Zeit stammen noch die bei Renovierungsarbeiten 1969/1970 freigelegten Nischen, die als Aufbewahrungsort für Vasa Sacra dienten, sowie ein Kreuz mit zwei Hirten- und Bischofstäben. Im östlichen Bereich befindet sich ein Hagioskop in Nähe zum früheren Altarbereich, das den Leprakranken im Mittelalter den Blick auf die Heilige Messe gewährte.
Im Jahr 1560 trat die Gemeinde zum Reformierten Bekenntnis über.
Die heutigen großen Fenster mit leicht abgeflachten Rundbögen wurden im 17. oder 18. Jahrhundert in die Wände des Kirchenschiffs gebrochen. Vor der Renovierung von 1969 hatte es in der östlichen Giebelwand zwei Fenster mit spitzbogigen Laibungen.
Eine 1744 gegossene Glocke stammt aus der 1944 zerstörten reformierten Neustädtischen Kirche in Gumbinnen, dem heute russischen Gussew (Nordostpreußen). Sie „überlebte“ auf dem Hamburger Glockenfriedhof.

## Ausstattung
Eine flach gewölbte Holzdecke schließt den Innenraum ab. Der Taufstein aus Bentheimer Sandstein aus dem frühen 13. Jahrhundert stammt offensichtlich aus dem Vorgängerbau. Das zylindrische Becken ist mit einem Fries aus Ranken und Tiergestalten versehen und ruht auf vier Löwenfüßen.
1969/1970 wurde das Gestühl erneuert und die Kanzel von der Ostwand in eine Ecke des Chors umgesetzt.

## Orgel

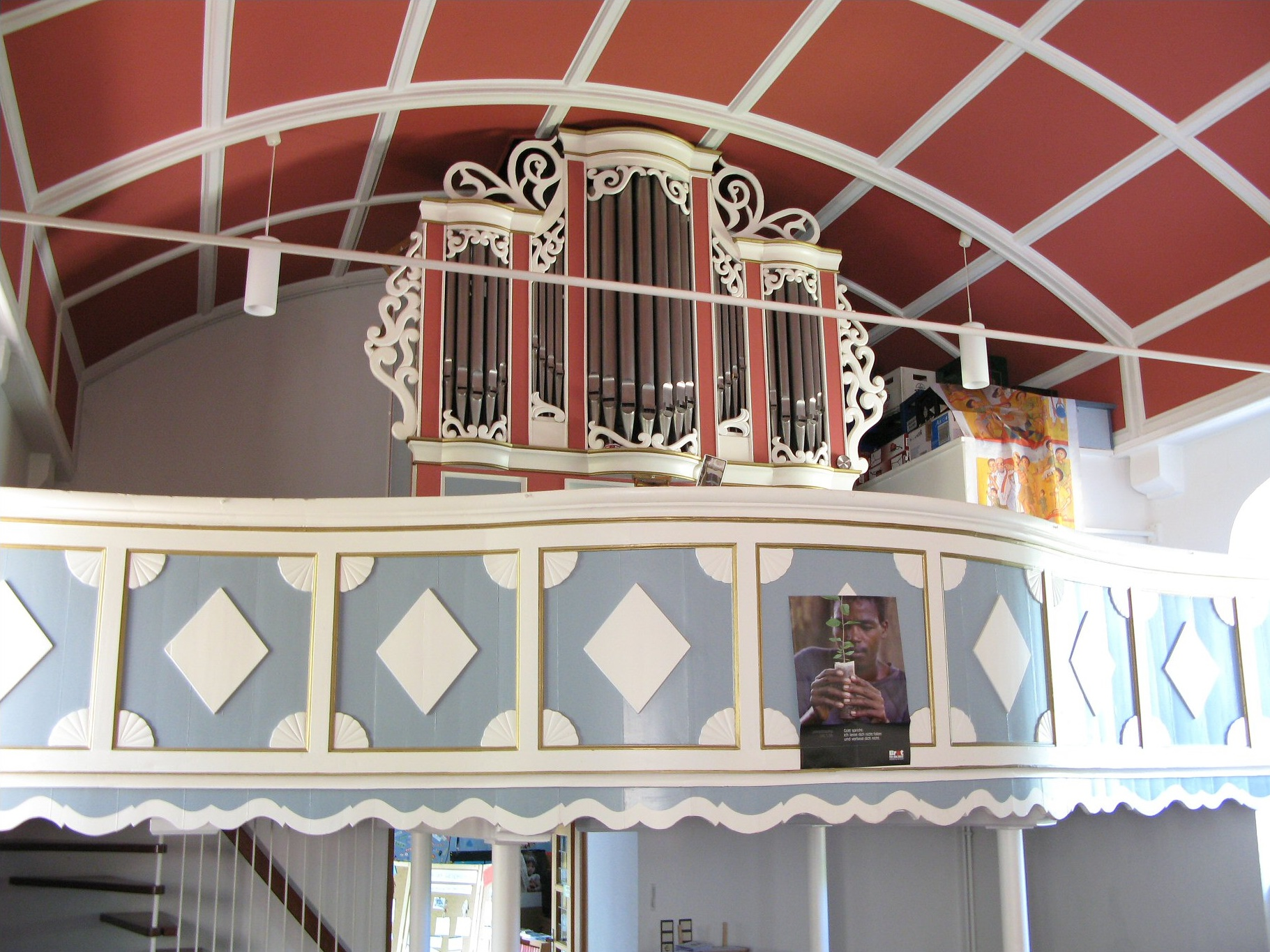
Orgelprospekt von 1884

Die Orgel auf der geschwungenen Westempore wurde 1883/1884 von Gerd Sieben Janssen als sein letztes Werk geschaffen. Sie verfügte über acht Register auf einem Manual und angehängtem Pedal. Das Innenwerk wurde 1919 von der Firma  Furtwängler & Hammer ersetzt. Elf Register auf pneumatischen Taschenladen sind auf zwei Manuale und Pedal verteilt. Die Disposition lautet wie folgt:
| I Manual C–g3     |     |
| Bordun            | 16′ |
| Principal         | 8′  |
| Gamba             | 8′  |
| Offenflöte        | 8′  |
| Oktave            | 4′  |
| Progressiv II–III |     |

| II Manual C–g3 |    |
| Gedacktflöte   | 8′ |
| Salicional     | 8′ |
| Fernflöte      | 4′ |

| Pedal C–d1    |     |
| Subbass       | 16′ |
| Gedecktbass   | 16′ |
| Principalbass | 8′  |

- Koppeln:
  - Normalkoppeln: II/I, I/P, II/P
  - Superoktavkoppeln: II/I, II/II
  - Suboktavkoppeln: II/I, II/II